# خطوط نورث ويست الجوية الرحلة 4422
تحطمت طائرة خطوط نورث ويست الجوية الرحلة 4422 ورقم التسجيل هو (NC95422) في 12 مارس 1948، حيث اصطدمت بجبل سانفورد في ألاسكا، وبها طاقم من 6 أشخاص بالإضافة إلى 24 راكب. الطائرة هي دي سي 4 عسكرية كانت بوجهتها من شانغهاي بالصين إلى مطار غوارديا بنيويورك، وقد تم تزويدها بالوقود في ألاسكا.
العديد من شهود العيان رؤوا الحادث بالقرب من قرية جولكانا، ولكن الحطام اختفى لما يقارب من 50 عاما، فقد دفنت عاصفة ثلجية موقع الحادث بالجبل الجليدي. وخلال تلك السنين سرت العديد من الشائعات عن سفن بحث عن الذهب بمهمات سرية قادمة من الصين باحثة عن الطائرة في الجبل، وقد عادت خالية الوفاض إلى أوطانها.
وهناك محاولة قام بها طياران أمريكيان بمفردهما للبحث عن الحطام عام 1995. وقد وجدا بعض القطع من الحطام عام 1997 ولكن لم يستطيعا التأكيد من أنها حطام تلك الطائرة، وبعد أن حصلا على تفويض من خدمة المحميات وأهالي الضحايا، استطاعا إخراج الحطام والتأكد من أنها كانت حطام تلك الطائرة المنكوبة. ولم يجدا بها أي شحنة سرية أو كنوز مخفية. تم تحديد الطائرة وقت وقوع الحادث بانها تبعد 23 ميلا خارج خط السير ويبدو أن الطيار لم ير الجبل بالليل، وتحريات هيئة الطيران المدني عام 1999 أظهرت بأن المراوح كانت بسرعة الطيران وقت وقوع الاصطدام، مما أكد النظرية المسبقة.